# ایزابلا برد
ایزابلا لوسی برد (انگلیسی: Isabella Bird) یا با نام پس از ازدواجش، ایزابلا بیشاپ (۱۵ اکتبر ۱۸۳۱ – ۷ اکتبر ۱۹۰۴) جهانگرد، نویسنده، عکاس و طبیعت‌گرای اهل بریتانیا در سده نوزدهم میلادی بود. او به همراه فانی جین باتلر بیمارستانی به نام همسرش جان بیشاپ در سریناگار تأسیس کرد. او اولین زنی است که به عضویت انجمن سلطنتی جغرافیا درآمده است.
برد یکی از کاوشگران قرن ۱۹ و اولین زن حاضر در انجمن نشنال جئوگرافیک در سال ۱۸۹۲ محسوب می‌شود. وی در سال ۱۸۵۴ از اسکاتلند به آمریکا سفر کرده و سپس مسیر خود را به هاوایی، استرالیا و هند ادامه داد. سفرهای پایانی وی در چین، کره و موراکو در میان اقوام بربر بود. برد در سن ۷۳ سالگی در سال ۱۹۰۴ پیش از سفر آخر خود درگذشت.